# Saturna Island Indijanci
Saturna Island Indijanci /Ime dolazi po otoku koji je prozvan po španjolskom brodu “Saturnina”, koji je tuda prošao 1791/, jedna od skupina Saanich Indijanaca, šire skupine Songish, s otoka Saturna Island u prolazu Strait of Georgia, između otoka Vancouver i kopna Britanske Kolumbije. Populacija im je 1892 iznosila svega 5 osoba. Na otoku su se Indijanci bavili lovom i ribolovom, te kopanjem korijenja. 
Prvi ne-indijanski stanovnici pristižu 1850.-tih. Danas na rezervatu Saturna Island 7 žive Indijanci koji se izjašnjavaju pod plemenskim nazivima Tsawout i Tseycum. 